# Embolotherium
Embolotherium (dal greco antico εμβωλή, embolê + θήριον, thêrion "bestia ariete", o "bestia cuneo") è un genere di brontoteriide vissuto in Mongolia durante il tardo Eocene. È facilmente riconoscibile dalla protuberanza ossea collocata nella parte anteriore del cranio, che assomiglia ad un ariete. 
L'animale è stato studiato grazie a 12 teschi, svariate mascelle, e da una varietà di elementi ossei provenienti dalla formazione Ulan Gochu della Mongolia interna e dall'Irgilin Dzo della Mongolia esterna.

## Fossili
Scheletri completi di Embolotherium non sono ancora stati trovati, ma comparando il cranio con quelli di altri Brontotheriidae, si suppone che questo animale fosse alto circa 2,5 metri alla spalla. A differenza di molti altri Brontotheriidae del tardo Eocene, non ci sono chiare evidenze di presenza di dimorfismo sessuale: tutti gli esemplari conosciuti hanno corna larghe. Inoltre, tenendo conto che le corna erano cave e fragili in confronto ai solidi e robusti corni dei Brontotheriidae del Nord America, come Megacerops, sembra improbabile che le corna servissero come armi nelle competizioni tra maschi. 
Si è ipotizzato che le corna potessero funzionare come un risuonatore specializzato per la produzione di suoni. Questa ipotesi è suggerita dal fatto che la cavità nasale ossea si estende fino all'apice del corno; ciò implica che la cavità nasale era molto elevata, creando probabilmente così una camera di risonanza.

## Altri parenti

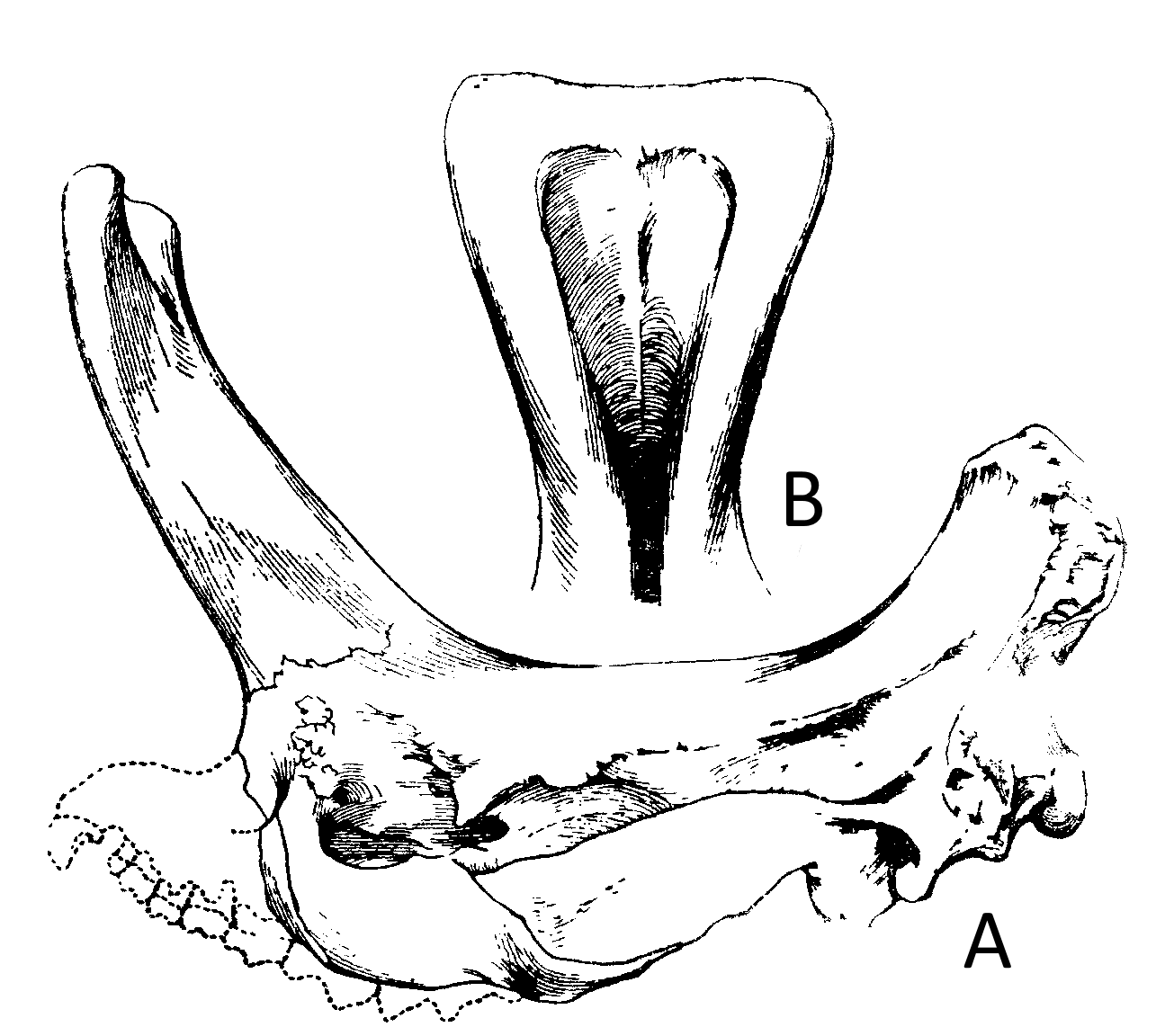
Disegno del cranio (A) e dettaglio del corno (B)

Sono state classificate diverse specie di Embolotherium: E. andrewsi, E. grangeri, E. louksi, E. ultimum, E. ergilensis e E. efremovi. Attualmente solo due specie, Embolotherium andrewsi e E. grangeri, sembrano essere valide. Le altre presunte specie di Embolotherium sono probabilmente sinonimi di queste due specie ed erano originariamente basate su crani di esemplari giovani, fossili scarsamente conservati, o esemplari senza specifiche differenze rispetto a E. andrewsi e E. grangeri.
Un altro genere di brontoterio, Titanodectes, che è stato descritto grazie a varie mandibole trovate negli stessi depositi sedimentari di Embolotherium, rappresenta probabilmente Embolotherium grangeri. 
Protembolotherium è un altro genere strettamente connesso del medio Eocene, che è distinguibile per via delle corna notevolmente più piccole.

## Nella cultura di massa
- L'emboloterio appare ne I predatori della preistoria, nel telefilm Primeval Stagione 3 Episodio 9, nel film L'era glaciale e nel 2,3 e nel 5 (dove però appare solamente un cucciolo).